# Nacionalinis finalas 2005
La quinta edizione di Nacionalinis finalas si è svolta dall'8 gennaio al 26 febbraio 2005 e ha selezionato il rappresentante della Lituania all'Eurovision Song Contest 2005 a Kiev.
I vincitori sono stati Laura & the Lovers con Little by Little, che all'Eurovision si sono piazzati all'ultimo posto su 25 partecipanti con 17 punti totalizzati nella semifinale, non accedendo alla finale.

## Organizzazione
L'emittente pubblica LRT ha optato per l'organizzazione di un programma di selezione per la sua sesta partecipazione eurovisiva. L'edizione 2005 si è articolata, come la precedente, in più serate. 49 proposte valide inviate alla radiotelevisione lituana sono state accettate per prendere parte alle serate dal vivo.
In ciascuna delle 7 semifinali, dai 6 agli 8 artisti si sono esibiti e i 3 più votati dal pubblico nelle serate da 7 o 8 e i 2 più votati nelle serate con 6 partecipanti sono passati in finale. Il 20º finalista è stato scelto da una giuria di esperti fra i non qualificati. Tutti i risultati sono stati decretati esclusivamente tramite televoto.

## Semifinali
| # | Artista         | Titolo           | Televoti | Posizione |
| - | --------------- | ---------------- | -------- | --------- |
| 1 | Bugs Band       | Be with Me       | 198      | 3         |
| 2 | Nasa            | Meilė tau        | 70       | 7         |
| 3 | Atika           | Apie potvynius   | 128      | 5         |
| 4 | Soft Rain       | Laiko upė        | 66       | 8         |
| 5 | Aistė Pilvelytė | I'll Let You Fly | 544      | 1         |
| 6 | Dvyniai         | Tikiu tavim      | 139      | 4         |
| 7 | Kes             | Sly Hades        | 71       | 6         |
| 8 | The Road Band   | One-Man Band     | 274      | 2         |

| # | Artista            | Titolo                | Televoti | Posizione |
| - | ------------------ | --------------------- | -------- | --------- |
| 1 | Taja               | You're in My Heart    | 220      | 6         |
| 2 | Gravel             | Girlfriend            | 243      | 5         |
| 3 | Agnette            | Erškėtrožės           | 74       | 8         |
| 4 | El Mar             | La Reina of the World | 565      | 2         |
| 5 | Agnieška           | I'm Finally Free      | 186      | 7         |
| 6 | Caramel Members    | Sleep Well            | 268      | 4         |
| 7 | Sea Stars          | Let the Music Play    | 289      | 3         |
| 8 | Laura & the Lovers | Little by Little      | 1 743    | 1         |

| # | Artista                | Titolo             | Televoti | Posizione |
| - | ---------------------- | ------------------ | -------- | --------- |
| 1 | Sugarfree              | Raining On         | 265      | 4         |
| 2 | Indraya                | Love Is in the Air | 81       | 7         |
| 3 | Fate                   | Can Play That Game | 139      | 5         |
| 4 | Eva & Česlovas Gabalis | I'll Be There      | 831      | 2         |
| 5 | Saulės Kliošas         | Discoholic         | 1 074    | 1         |
| 6 | Bracelet & Austeja     | Simple Girl        | 157      | 6         |
| 7 | Robertas Kupstas       | You're the One     | 573      | 3         |

| # | Artista             | Titolo       | Televoti | Posizione |
| - | ------------------- | ------------ | -------- | --------- |
| 1 | Viktoras Vaupšas    | You          | 181      | 5         |
| 2 | MG International    | Amazing Sun  | 137      | 6         |
| 3 | Artas               | All I Know   | 1 377    | 1         |
| 4 | Audronė Girkontaitė | Šok, berniuk | 67       | 7         |
| 5 | Aliukai & Sesutė    | My Pretty    | 272      | 3         |
| 6 | Andre               | Grande       | 218      | 4         |
| 7 | Violeta Riaubiškytė | With You     | 864      | 2         |

| # | Artista             | Titolo             | Televoti | Posizione |
| - | ------------------- | ------------------ | -------- | --------- |
| 1 | Alanas Chošnau      | Light Up the World | 1 166    | 2         |
| 2 | Helada              | Find Me            | 439      | 6         |
| 3 | 4FUN                | Your Vision        | 663      | 5         |
| 4 | Vilma Voroblevaitė  | Teka upės          | 971      | 3         |
| 5 | Vilija Matačiūnaitė | Oh My God          | 1 585    | 1         |
| 6 | Yva                 | Barbie             | 769      | 4         |

| # | Artista                          | Titolo             | Televoti | Posizione |
| - | -------------------------------- | ------------------ | -------- | --------- |
| 1 | Voodoo                           | Space Between Us   | 505      | 5         |
| 2 | June                             | Kelionė            | 116      | 7         |
| 3 | Tele Bim-Bam (Neringa & Draugai) | Pupa, pupa         | 1 631    | 1         |
| 4 | Audronė Augaitytė                | Dvasia             | 155      | 6         |
| 5 | Rasa Kaušiūtė                    | Back in the Game   | 1 112    | 2         |
| 6 | Žydrė                            | My Heart's Praying | 984      | 4         |
| 7 | B'Avarija                        | Oceans of Love     | 1 088    | 3         |

| # | Artista         | Titolo               | Televoti | Posizione |
| - | --------------- | -------------------- | -------- | --------- |
| 1 | Ergo Fine       | Buona siera          | 3 547    | 1         |
| 2 | Lana Švilpe     | The Love Is Over     | 605      | 4         |
| 3 | Land/Hey!       | Existence            | 219      | 6         |
| 4 | N.E.O.          | You Are in Hollywood | 2 175    | 2         |
| 5 | Reda Striškaitė | Now You Know         | 508      | 5         |
| 6 | Lawry           | Be My Lover          | 1 467    | 3         |

## Finale
| #  | Artista                          | Titolo                | Televoti | Posizione |
| -- | -------------------------------- | --------------------- | -------- | --------- |
| 1  | Aistė Pilvelytė                  | I'll Let You Fly      | 651      | 9         |
| 2  | Eva & Česlovas Gabalis           | I'll Be There         | 713      | 8         |
| 3  | Reda Striškaitė                  | Now You Know          | 155      | 16        |
| 4  | The Road Band                    | One-Man Band          | 51       | 18        |
| 5  | B'Avarija                        | Oceans of Love        | 507      | 10        |
| 6  | N.E.O.                           | You Are in Hollywood  | 464      | 11        |
| 7  | Robertas Kupstas                 | You're the One        | 269      | 14        |
| 8  | El Mar                           | La Reina of the World | 40       | 20        |
| 9  | Vilija Matačiūnaitė              | Oh My God             | 733      | 7         |
| 10 | Artas                            | All I Know            | 872      | 6         |
| 11 | Saulės Kliošas                   | Discoholic            | 1 060    | 5         |
| 12 | Rasa Kaušiūtė                    | Back in the Game      | 286      | 13        |
| 13 | Sea Stars                        | Let the Music Play    | 42       | 19        |
| 14 | Bugs Band                        | Be with Me            | 78       | 17        |
| 15 | Violeta Riaubiškytė              | With You              | 456      | 12        |
| 16 | Laura & the Lovers               | Little by Little      | 5 465    | 1         |
| 17 | Ergo Fine                        | Buona siera           | 1 533    | 3         |
| 18 | Tele Bim-Bam (Neringa & Draugai) | Pupa, pupa            | 1 462    | 4         |
| 19 | Aliukai & Sesutė                 | My Pretty             | 268      | 15        |
| 20 | Alanas Chošnau                   | Light Up the World    | 5 292    | 2         |